# 洛夫格倫半島
72°12′S 96°4′W / 72.200°S 96.067°W
洛夫格倫半島（英語：Lofgren Peninsula）是南極洲的半島，位於埃爾斯沃思地的瑟斯頓島東北部，處於卡德瓦拉德灣和摩根灣之間，長40公里，在1960年2月由美國海軍發現，現時由南極條約體系管理。